# Lanien Blanchette
Lanien Blanchette (née en 1986) est une femme politique christophienne.

## Biographie
Lanien Blanchette naît en 1986 et grandit à Saddlers. En 2006, elle déménage dans la ville dont son père est originaire, Cayon.
Elle étudie la justice pénale au Monroe College de New York, où elle obtient sa licence en 2008. En 2009, elle devient secrétaire pour le ministère de la sécurité nationale de Saint-Christophe-et-Niévès. En 2012, elle s'inscrit en licence de droit à l'université des Indes occidentales, au campus de Barbade, puis devient avocate. Pendant ses études, elle est vice-présidente de l'association des étudiants christophiens et présidente de l'association sportive des étudiants en droits de 2014 à 2015. Elle intègre ensuite la faculté de droit Norman Manley, en Jamaïque, où elle obtient son certificat d'études de droit puis passe le barreau en 2017,.
Elle remplit alors un rôle de magistrate pour le gouvernement jusqu'en juin 2022, avant de fonder son propre cabinet juridique.
En octobre 2022, elle est élue présidente de l'assemblée nationale christophienne au sein du parti travailliste de Saint-Christophe-et-Niévès. Cela fait d'elle la troisième femme à ce poste, après Ada Mae Edward (en) en 1978 et la deuxième femme après l'indépendance du pays après Marcella Liburd,.